# Noma dōjō

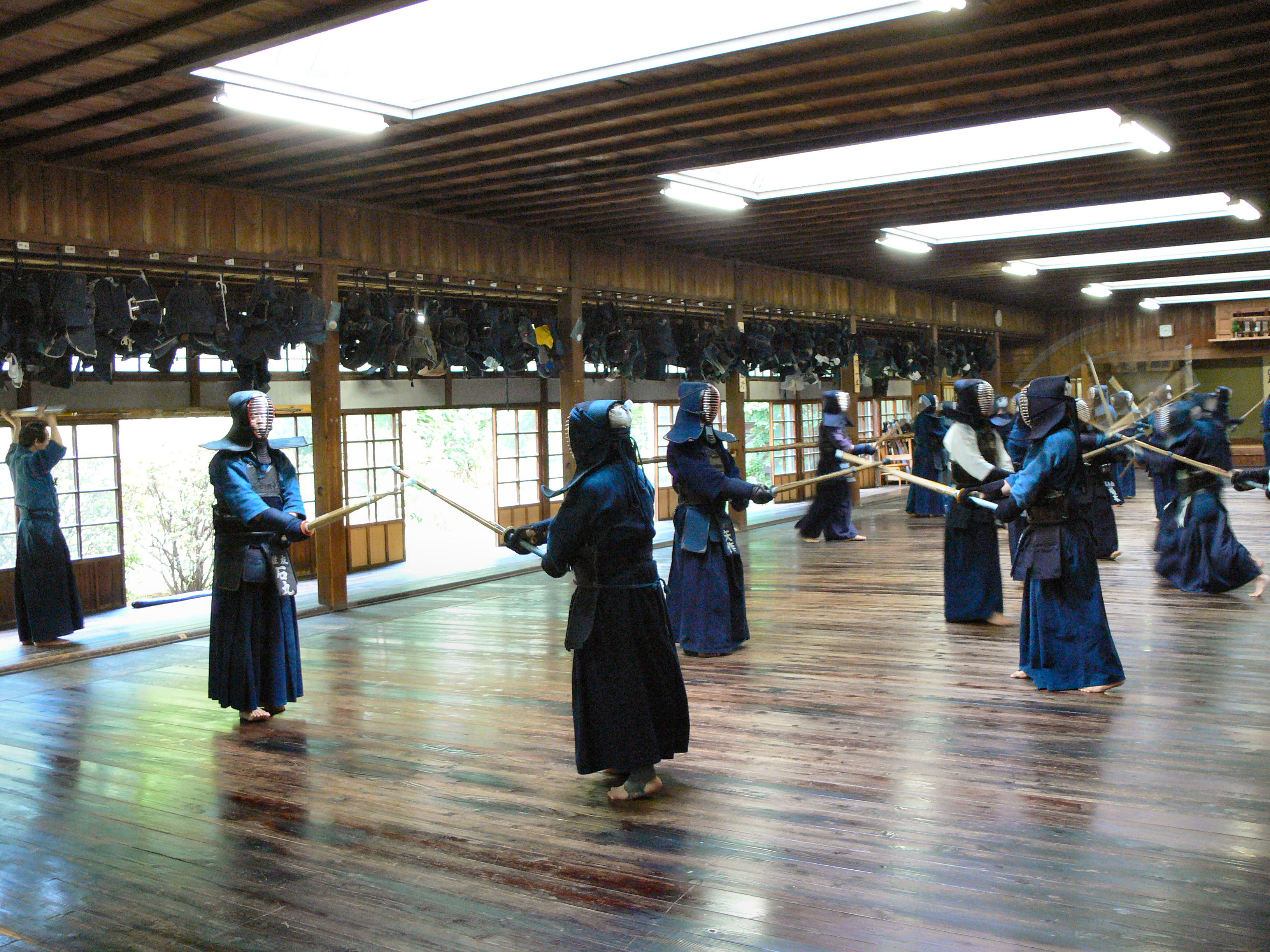
Le Noma dōjō en 2006 : certains éléments majeurs sont de l'époque Edo, mais celui-ci est démoli en 2007.

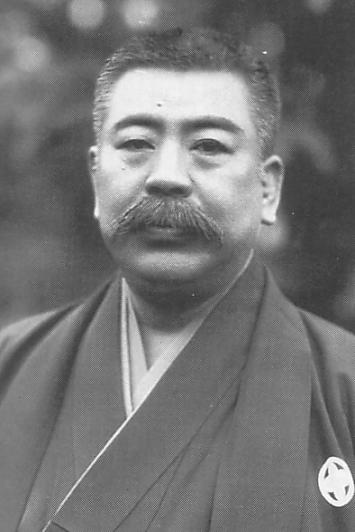
Seiji Noma (1878-1938), fondateur de Kōdansha et initiateur du Noma dōjō.

Le Noma dōjō (野間道場) situé dans l’arrondissement Bunkyō de Tokyo fut construit en 1925 à l’initiative de Seiji Noma.
Il fait partie des quatre grands dojo de kendo de Tokyo dont le Meishinkan, le Yushinkan de Nakayama Hakudo, le Kodogikai d'Ishi Saburo et enfin le Noma dōjō.